# Lisinopril
El lisinopril és un fàrmac de la classe inhibidor de l'enzim conversiu de l'angiotensina (IECA) que és usat principalment en el tractament de la hipertensió arterial, la insuficiència cardíaca, els atacs cardíacs i també per prevenir complicacions renals i retinals de la diabetis. A Espanya està comercialitzat com EFG, Doneka, Prinivil i Zestril.

Històricament, va ser el tercer inhibidor de l'enzim convertidor d'angiotensina, després del captopril i l'enalapril, i va ser introduït al començament de la dècada de 1990. El lisinopril té propietats que distingeixen els altres IECA: és un hidròfil, té una llarga vida i no és metabolitzat pel fetge.

## Farmacologia
El lisinopril és l'anàleg de lisina de l'enalapril. Al contrari que altres IECA, el lisinopril no és una prodroga i no s'excreta a l'orina. En casos de sobredosi, pot ser eliminat per diàlisi. Els seus indicis, contraindicacions i efectes secundaris són similars a tots els IECA. La dosi diària usual en totes les indicacions van des dels 2,5 mg fins a 40 mg per a pacients sensitius.